# Harry Waters
Pour les articles homonymes, voir Waters.
Harry Waters, né le 16 novembre 1976, est un pianiste britannique, fils de Roger Waters, cofondateur du groupe rock progressif Pink Floyd. Enfant, il a prêté sa voix à la chanson Goodbye Blue Sky.
En 2002, Harry Waters a remplacé Andy Wallace lors de la tournée de son père In the Flesh Tour. Depuis 2006, il est le pianiste et l'organiste de la tournée The Dark Side Of The Moon Tour. Entre-temps, il a tourné avec Marianne Faithfull et les Ozric Tentacles.
Harry Waters est également un musicien de jazz et possède un groupe, le Harry Waters Quartet.